# Rowena Morrill
Pour les articles homonymes, voir Rowena et Morrill.
Rowena A. Morrill, née le 14 septembre 1944 au Mississippi et morte le 11 février 2021, est une artiste et une illustratrice américaine de science-fiction et fantasy. Elle est célèbre pour avoir représenté Isaac Asimov. 

## Biographie
Durant plus de 20 ans de carrière, elle a réalisé des peintures pour des centaines de couvertures d'ouvrages, de calendriers, de portfolios, de cartes à collectionner ou de magazines comme Playboy ou Omni. Elle a également fait paraître des livres à son nom, comme The Fantastic Art of Rowena, Imagine (en France), Imagination (en Allemagne) et The Art of Rowena. Enfin on la retrouve dans de nombreuses anthologies, comme Tomorrow and Beyond ou Infinite Worlds. Morrill a commencé sa carrière à l'âge de 16 ans à New-York ; elle vit au nord de l'État de New-York, et donne des cours à l'école The Joe Kubert School of Cartoon and Graphic Art.

## Soupçons de plagiat de son travail
En 2003, un diaporama sous la forme d'une animation flash, intitulée Family At Corner fut diffusé anonymement, et déclarait qu'une prénommée Jan McRae avait plagié le travail de nombreux artistes, y compris Morrill, dans le but de réaliser des tracts en faveur des Enfants de Dieu (secte),. McRae et Karen Zerby, les leaders de la secte, ont admis par la suite que McRae avait bel et bien copié le travail d'autrui, et qu'il s'agissait d'un méfait.